# PRIDE (今井美樹のアルバム)
『PRIDE』（プライド）は、今井美樹の10作目のオリジナル・アルバム。1997年7月16日に発売された。発売元はフォーライフ・レコード（現・フォーライフミュージックエンタテイメント）。

## 概要
オリジナルとしては1995年の『Love Of My Life』以来2年ぶりのリリースとなる。布袋寅泰が初めて全面的にプロデュースを担当している。レコーディングはバルバドスおよびロンドンを中心に行われた。
大ヒットを記録したシングル「PRIDE」、先行シングル「DRIVEに連れてって」を含む全12曲が収録されている。「私はあなたの空になりたい」は同年11月にシングルカットされた。
オリコン・アルバムチャートでは最高2位であったが、19週に亘ってランクインし、最終的にミリオンセラーを達成した。

## 収録曲

### CD
| 全作曲・編曲: 布袋寅泰。 |                              |           |            |                  |      |
| #                        | タイトル                     | 作詞      | 作曲・編曲 | ストリングス編曲 | 時間 |
| 1.                       | 「PRIDE」(OVERTURE)          | -         | 布袋寅泰   | SIMON HALE       | 2:27 |
| 2.                       | 「LAST JUNCTION」            | 今井美樹  | 布袋寅泰   |                  | 4:59 |
| 3.                       | 「I CAN'T STOP LOVIN' U」    | 布袋寅泰  | 布袋寅泰   |                  | 4:40 |
| 4.                       | 「DRIVEに連れてって」        | 布袋寅泰  | 布袋寅泰   | CHRIS CAMERON    | 4:56 |
| 5.                       | 「No1」                      | 今井美樹  | 布袋寅泰   |                  | 4:10 |
| 6.                       | 「OVER THE RAINBOW」         | 布袋寅泰  | 布袋寅泰   | CHRIS CAMERON    | 4:48 |
| 7.                       | 「永遠のメモリー」           | 布袋寅泰  | 布袋寅泰   |                  | 6:06 |
| 8.                       | 「Prussian Blue」            | -         | 布袋寅泰   |                  | 1:56 |
| 9.                       | 「Windy noon」               | -         | 布袋寅泰   |                  | 3:19 |
| 10.                      | 「アラビアン・ナイト」       | 布袋寅泰  | 布袋寅泰   |                  | 5:30 |
| 11.                      | 「私はあなたの空になりたい」 | 今井美樹  | 布袋寅泰   | SIMON HALE       | 4:32 |
| 12.                      | 「PRIDE」                    | 布袋寅泰  | 布袋寅泰   |                  | 6:06 |
| 合計時間:                | 合計時間:                    | 合計時間: | 合計時間:  | 53:29            |      |

### 曲解説
1. PRIDE (OVERTURE)
  - インストゥルメンタル曲。
2. LAST JUNCTION
3. I CAN'T STOP LOVIN' U
4. DRIVEに連れてって
  - 13thシングル表題曲。
5. No1
6. OVER THE RAINBOW
7. 永遠のメモリー
  - 12thシングル「PRIDE」のカップリング曲。
8. Prussian Blue
  - インストゥルメンタル曲。
9. Windy noon
  - インストゥルメンタル曲。
10. アラビアン・ナイト
11. 私はあなたの空になりたい
  - 後に14thシングルとしてシングルカットされた。
12. PRIDE
  - 12thシングル表題曲。アルバム・バージョンでの収録。

## 演奏
- 今井美樹
  - Vocal
  - Background Vocals (#4)
- サイモン・ヘイル：Strings Arrangement (#1.11)
- ゲヴィン・ライト：Strings Section Leader (#1.4.6.11)
- 布袋寅泰
  - Guitar (#2-7.10.11.12)
  - 9'S Guitars (#8)
  - Solo Guitar (#9)
  - Background Vocals (#4.7.9.12)
- アンディ・ニューマーク：Drums (#2.7.9.10.11.12)
- クマ原田
  - Bass (#2-7.9.10.11.12)
  - Guitar (#9)
- クリス・キャメロン
  - Keyboards (#2.4.5.6.9.10)
  - Strings Arrangement (#4.6)
  - Background Vocals (#5.9)
- ジョディ・リンスコット・トンプソン：Percussion (#2-6.9.10.11)
- Beberly Skeete：Background Vocals (#2.3.4.5.7.12)
- Katie Kissoon：Background Vocals (#2.3.4.5.12)
- Linda Taylor：Background Vocals (#2.3.5.7)
- Ed Shearmur：Keyboards (#3.7.12)
- Sylvia Mason：Background Vocals (#4)
- Annise Hadeed：Steel Pan (#5)
- Lenny Zakatek：Background Vocals (#5.9)
- Dick Pearce：Flugelhorn (#6)
- Martin Ditchum：Percussion (#7.12)
- 藤井丈司：Computer Programming (#7.12)
- Katie Boddington：Background Vocals (#7.12)
- Bosco De Oliveira：Ethnic Percussion (#9)